# Polycentropus segregatus
Polycentropus segregatus là một loài Trichoptera trong họ Polycentropodidae. Chúng phân bố ở miền Cổ bắc.